# Lygodactylus conradti
Lygodactylus conradti este o specie de șopârle din genul Lygodactylus, familia Gekkonidae, descrisă de Paul Matschie în anul 1892. Conform Catalogue of Life specia Lygodactylus conradti nu are subspecii cunoscute.